# Cinebook
Cinebook ist ein britischer Comicverlag, der auf frankobelgische Serien spezialisiert ist.
Der Verlag wurde 2005 vom französischen Politiker Olivier Cadic in Canterbury, Kent gegründet.

## Serien (Auswahl)
Die blauen Boys, Lucky Luke, Spirou und Fantasio, Gaston, Percy Pickwick, Boule & Bill, Blake und Mortimer, Isnogud, Buck Danny, Lady S., Largo Winch, Valerian und Veronique, Thorgal, XIII, Yakari, Yoko Tsuno, I.R.$., Papyrus